# Río Mayo (Perú)
El río Mayo es un afluente del río Huallaga que discurre del norte al sureste del departamento de San Martín. En su cuenca se ubican diversas localidades importantes de San Martín, como Moyobamba, Lamas , Tarapoto y Rioja. Este río forma el impresionante Valle del Alto Mayo Moyobamba, y Rioja. Sus principales afluentes son: 
- Río Yuracyacu
- Río Tonchima
- Río Negro
- Río Indoche

y otros de menor densidad.